# Moussa Aouanouk
Moussa Aouanouk (2 augustus 1972) is een Algerijns voormalig snelwandelaar, die is gespecialiseerd in de 20 km snelwandelen. Hij werd tienmaal Algerijns kampioen en nam tweemaal deel aan de Olympische Spelen, maar won hierbij geen medailles.
Al in 1991 werd Aouanouk op 19-jarige leeftijd voor het eerst nationaal kampioen. In een tijd van 48.23,04 won hij het 10 km snelwandelen. Na nog een aantal nationale titels behaalde hij in 1998 een eerste keer zilver op de Afrikaanse kampioenschappen in Dakar. Ook in 2000 en 2002 eindigde hij tweede. Driemaal achter elkaar moest Aouanouk de duimen leggen voor de Tunesiër Hatem Goula.
In 2000 nam Aouanouk een eerste keer deel aan de Olympische Spelen van Sydney. In een tijd van 1:25.04 eindigde hij 23e op het 20 km snelwandelen. Op de Olympische Spelen van 2004 in Athene nam hij opnieuw deel, maar eindigde ditmaal eindigde als 31e in een tijd van 1:28.38 .

## Titels
- Algerijns kampioen 10 km snelwandelen - 1991, 1995, 1997, 1999, 2000, 2002
- Algerijns kampioen 20 km snelwandelen - 1998, 1999, 2000, 2005

## Persoonlijke records
| Onderdeel          | Prestatie | Datum        | Plaats       |
| ------------------ | --------- | ------------ | ------------ |
| 5 km snelwandelen  | 19.42,86  | 23 mei 2004  | Franconville |
| 20 km snelwandelen | 1:23.34   | 11 juni 2006 | Algiers      |

## Prestaties
| Jaar | Wedstrijd                      | Plaats       | Resultaat | Onderdeel             | Tijd     |
| ---- | ------------------------------ | ------------ | --------- | --------------------- | -------- |
| 1993 | Pan-Arabische kampioenschappen | Latakia      | 1e        | 20 km snelwandelen    | 1:39.00  |
| 1998 | Afrikaanse kampioenschappen    | Dakar        | 2e        | 20 km snelwandelen    | 1:32.18  |
| 1999 | Afrikaanse Spelen              | Johannesburg | 2e        | 20 km snelwandelen    | 1:29.36  |
| 2000 | Afrikaanse kampioenschappen    | Algiers      | 2e        | 20 km snelwandelen    | 1:25.42  |
|      | Olympische Spelen              | Sydney       | 23e       | 20 km snelwandelen    | 1:25.04  |
| 2002 | Afrikaanse kampioenschappen    | Radès        | 2e        | 20 km snelwandelen    | 1:30.27  |
| 2003 | Afro-Aziatische Spelen         | Haiderabad   | 1e        | 10.000 m snelwandelen | 43.33,58 |
|      | Afrikaanse Spelen              | Abuja        | 2e        | 20 km snelwandelen    | 1:30.36  |
| 2004 | Afrikaanse kampioenschappen    | Brazzaville  | 3e        | 20 km snelwandelen    | 1:29.02  |
|      | Olympische Spelen              | Athene       | 31e       | 20 km snelwandelen    | 1:28.38  |
| 2006 | Afrikaanse kampioenschappen    | Bambous      | 5e        | 20 km snelwandelen    | 1:26.42  |